# Kremen
Kremen (bulgariska: Кремен) är ett distrikt i Bulgarien.   Det ligger i kommunen Obsjtina Bansko och regionen Blagoevgrad, i den sydvästra delen av landet, 110 km söder om huvudstaden Sofia.
I omgivningarna runt Kremen växer i huvudsak blandskog. Runt Kremen är det ganska glesbefolkat, med 48 invånare per kvadratkilometer.